# Enrico Cerulli
Enrico Cerulli (Napoli, 15 febbraio 1898 – Roma, 19 settembre 1988) è stato un diplomatico e linguista italiano, specializzato in lingue semitiche.

## Biografia
Era figlio di un famoso avvocato di Napoli, appassionato di lingue, da cui Enrico Cerulli ereditò l’interesse e l’inclinazione per le lingue straniere . Cerulli frequentò l'Università degli Studi di Napoli Federico II e si laureò con una tesi sul diritto tribale dei somali migiurtini. Allo stesso tempo si formò studiando lingue etio-semitiche sotto Francesco Gallina, ma anche lingua araba e cultura islamica sotto Carlo Alfonso Nallino e Giorgio Levi Della Vida presso il Regio Istituto Orientale, oggi Università degli Studi di Napoli "L'Orientale".
Nel tempo divenne famoso per i suoi studi sulle traduzioni in latino e antico francese del Kitāb al-Miʿrāj (Libro del Miʿrāj), celebre testo islamico in arabo, concernente l'ascesa al cielo di Maometto dalla Mecca a Gerusalemme e il suo viaggio in una sola notte (i musulmani discussero per 3 secoli se il racconto fosse da intendersi alla lettera o in senso mistico, optando infine per la prima soluzione), che secondo molti studiosi (Miguel Asín Palacios e Cerulli tra questi), aveva avuto una grande influenza su Dante e sulla sua Divina Commedia, grazie alle numerose versioni chiamate "Libro della Scala".
Ancora giovanissimo partecipò al Convegno Nazionale Coloniale per il Dopo Guerra delle Colonie, organizzato dall’Istituto Coloniale Italiano con la collaborazione del Ministero delle Colonie, tenutosi a Roma dal 15 al 21 gennaio 1919. Nell'ambito di questo convegno presentò una relazione sui rapporti fra Italia e Abissinia dimostrandosi un caldo sostenitore della richiesta italiana di annessione dei territori somali di Francia e Regno Unito (Gibuti, Somaliland e Giubaland) e dell’esigenza di una penetrazione economica italiana in Etiopia, condotta per mezzi pacifici e fondata sulla collaborazione fra i due Stati.
Nel primo dopoguerra Cerulli fu inviato in Somalia come ufficiale dell’esercito e spinto dalla sua passione per l’Africa e dalla fede nel destino africano dell’Italia, nel maggio 1920 entrò nell’amministrazione del Ministero delle colonie. Rimase in Somalia fino al 1925, in cui svolse le funzioni di Regio Residente di Balad e di Baidoa. Fu in seguito distaccato presso il Ministero degli Affari Esteri e inviato come addetto culturale alla Legazione d'Italia in Addis Abeba dove operò fra il 1926 e il 1931.
Nella negoziazione degli accordi italo-etiopici del 2 agosto 1928 collaborò strettamente con il ministro plenipotenziario Giuliano Cora e fu capo delegazione nei negoziati per la delimitazione dei confini fra la Somalia italiana e quella britannica (1929-1931).
Nel 1932 Cerulli fu nominato Direttore generale per gli Affari politici presso il Ministero delle Colonie, divenendo uno dei funzionari guida del dicastero coloniale e conquistando una crescente centralità nella politica dell’Italia nel Corno d'Africa. Nel 1935 partecipò all’azione della delegazione italiana alla Società delle Nazioni (Ginevra) circa il contenzioso italo-etiopico provocato dall’Incidente di Ual Ual.
Fra l'inizio del 1939 e la metà del 1940, Cerulli fu nuovamente inviato nel Corno d'Africa come funzionario coloniale ed ebbe importanti incarichi tra cui governatore dello Scioa e dell'Harar, due provincie dell'Africa Orientale Italiana.
Rientrato in Italia nel 1940, rimase attivo nel Ministero dell’Africa Italiana durante la seconda guerra mondiale. A partire dal 1945 riprese a collaborare con il Ministero degli Affari Esteri nei lunghissimi negoziati diplomatici per la soluzione della questione del futuro politico delle colonie italiane.
Nel 1948, dopo la seconda guerra mondiale, il restaurato governo di Hailé Selassié chiese alle Nazioni Unite la sua consegna per crimini di guerra, insieme ad altri nove alti funzionari italiani. L'ONU rispose alle richiesta accordando la sua chiamata a testimone, non quella a imputato. Il governo etiope in seguito lasciò cadere i capi di accusa ma bandì per sempre Cerulli dall'Etiopia, nonostante il suo alto contributo di studioso e l'uso di suoi libri da parte degli studiosi etiopici.
Dal 1950 al 1954 Cerulli fu inviato in Iran come ambasciatore, dove svolse un importante ruolo nel consolidare le relazioni bilaterali e pose le basi per lo sviluppo della collaborazione economica con un Iran bisognoso di competenze tecniche in campo energetico e industriale. Inseritosi strettamente nel mondo politico culturale e politico persiano, costruì uno stretto rapporto personale con il Primo ministro Mohammad Mossadeq, che utilizzò l’ambasciatore italiano nei suoi contatti con le diplomazie statunitensi e britanniche per trovare un modus vivendi e un accordo pacifico nella questione della nazionalizzazione dell’Anglo-Iranian Oil Company.
Concluse il suo cursus honorum (che non lo portò mai all'insegnamento universitario malgrado la sua indiscussa eccellenza nel campo degli studi etiopici) come Presidente dell'Accademia Nazionale dei Lincei di Roma.

## Opere
- 1922: Folk-literature of the Galla of Southern Abyssinia. Cambridge, MA.
- 1930-1933: Etiopia Occidentale (dallo Scioa alla frontiera del Sudan). Note del viaggio, 1927-1928. 2 voll., Roma.
- 1931: Documenti arabi per la storia dell'Etiopia. Roma: G. Bardi.
- 1936: Studi etiopici. Vol. I: La lingua e la storia di Harar. Roma: Istituto per l'Oriente.
- 1936: Studi etiopici. Vol. II: La lingue e la storia dei Sidamo. Roma: Istituto per l'Oriente.
- 1938: Studi etiopici. Vol. III: Il linguaggio dei Giangerò ed alcune lingue Sidama dell'Omo (Basket, Ciara, Zaissè). Roma; Istituto per l'Oriente. [ristampa: 1963]
- 1943: Il Libro etiopico dei Miracoli di Maria e le sue fonti nelle letterature del Medio Evo latino. Roma.
- 1943-1947: Etiopi in Palestina: storia della comunità etiopica di Gerusalemme. 2 voll., Roma: Libreria dello Stato.
- 1949: Il Libro della Scala e la questione delle fonti arabo-spagnole della Divina Commedia. Città del Vaticano.
- 1951: Studi etiopici. Vol. IV: La lingua Caffina. Roma: Istituto per l'Oriente
- 1956: (ed.) Atti di Krestos Samra. (Corpus Scriptorum Christianorum Orientalium, 163-164; Scriptores Aetiopici, 33-34) Louvain.
- 1957-1964: Somalia: scritti vari editi ed inediti. 3 voll.
- 1958: Storia della letteratura etiopica. Milano. [3ª ed. 1968].
- 1958-1960: Scritti teologici etiopici dei secoli XVI-XVII. 2 voll., Città del Vaticano.
- 1959: (ed.) Atti di Giulio di Aqfahs. (Corpus Scriptorum Christianorum Orientalium, pp. 190–191; Scriptores Aetiopici, 37-38) Louvain.
- 1971: (con Fabrizio Pennacchietti) Testi neo-aramaici dell'Iran settentrionale. Napoli: Istituto Universitario Orientale di Napoli.
- 1971: L'Islam di ieri e di oggi. Roma: Istituto per l'Oriente